# Глухаринка
Глухари́нка — посёлок в Ижморском районе Кемеровской области. Входит в состав Красноярского сельского поселения.

## География
Центральная часть населённого пункта расположена на высоте 246 метров над уровнем моря.

## Население
По данным Всероссийской переписи населения 2010 года, в посёлке Глухаринка не проживает постоянного населения.